# NS 186
De serie 186 is een elektrische locomotief van het type Bombardier TRAXX F140 MS2, bestemd voor de reizigerstreinen van NS Hispeed en later NS Reizigers en NS International. In 2008 kwam een aantal geleasete locomotieven naar Nederland. Deze vloot werd vanaf 2014 versterkt met nieuwe locomotieven van hetzelfde type die via een spoedbestelling direct werden gekocht door de Nederlandse Spoorwegen. Deze zijn in geel-blauwe kleurstelling uitgevoerd.

## Geschiedenis
In de jaren 1990 gaf de Deutsche Bundesbahn aan de industrie opdracht voor de ontwikkeling van nieuwe locomotieven ter vervanging van de oudere types 103, 151, 111, 181.2 en 120. Hierop presenteerde AEG Hennigsdorf in 1994 het prototype 12X, dat later als Baureihe 145 door het toenmalige Adtranz te Kassel werd gebouwd. Uit dit prototype ontstond een groot aantal varianten.
Deze locomotieven worden gebouwd door de fabriek in Kassel, sinds 2001 eigendom van Bombardier. De ruwbouw van de locomotiefkasten vindt sinds 2008 plaats in de vestiging in Wrocław en de eindmontage in de vestiging in Kassel.

### Lease door HSA
De High Speed Alliance (HSA) bestelde in 2005 bij Angel Trains twaalf locomotieven voor reizigersverkeer over de HSL-Zuid. Bij deze locomotieven werd de maximumsnelheid verhoogd naar 160 km/u, wat tevens de hoogst toegelaten snelheid is voor de NS-Intercityrijtuigen die door deze locs worden getrokken. De inzet van deze locomotieven moest een tijdelijke voorziening zijn totdat de V250-treinstellen in dienst kwamen. Door aanhoudende problemen werd echter in 2013 definitief besloten van dit type af te zien. Daarom zullen de locomotieven tot de komst van de Intercity Nieuwe Generatie-treinstellen tot zeker 2023 in dienst blijven.
De rode lease locomotieven hebben sinds 2014-2016 dezelfde geel-blauwe NS-huisstijl als de laatste leveringen van nieuwe TRAXX-locomotieven.

### Koop door NS
Op 18 december 2013 werd bekend dat de NS in totaal 19 van deze locomotieven besteld had ter aanvulling van de in 2005 bij Angel Trains geleasede locomotieven. Vanaf augustus 2014 kwam de levering van de nieuwe locomotieven op gang en na afnameritten werden ze vanaf eind 2014 in de treindienst ingezet. De kleurstelling is in geel-blauwe NS-stijl. Op 19 januari 2015 kwam de laatste locomotief van de bestelling (E186 019) aan bij het Spoorwegemplacement Watergraafsmeer. Op 6 februari 2015 droeg Bombardier de locomotieven in het Spoorwegmuseum officieel over aan NS Hispeed.
Op 17 juni 2015 werd een tweede bestelling voor 18 locomotieven bij Bombardier bekendgemaakt, nadat gebleken was dat het te lastig was de stuurstandrijtuigen van het ICR-materieel aan te passen voor samenwerking met TRAXX-locomotieven. Door de extra locomotieven kan aan beide zijden van de trein een locomotief in treinschakeling rijden ("sandwichbedrijf"), zodat rangeren bij kopmaken niet nodig is. De levering begon op 23 mei 2016, toen het eerste exemplaar zelfstandig van Bad Bentheim naar Amsterdam Zaanstraat reed. Eveneens op 23 mei 2016 werd bekend dat NS nog eens acht locomotieven bestelde.

### Verkoop aan Akiem
In juni 2018 werd bekend dat NS alle 45 Traxx-locomotieven, die een paar jaar eerder direct werden aangekocht, had verkocht aan leasemaatschappij Akiem. NS leaset deze locomotieven vervolgens weer terug van de leasemaatschappij. Met deze deal is NS verzekerd van de restwaarde van de locomotieven, in afwachting van de instroom van de ICNG.

## Constructie en techniek
De locomotief bestaat uit een zelfdragende stalen constructie met cabines op beide zijdes. De locomotief is geplaatst met behulp van cilindrische schroefveren op tweeassige Flexicoil draaistellen. Het dak van de machinekamer is in drie afneembare segmenten verdeeld. De vier stroomafnemers zijn op de twee buitenste afneembare daksegmenten gemonteerd. Over het midden van het dak loopt een slipvaste laag t.b.v. onderhoudswerkzaamheden. Het grootste deel van de componenten zit in de machinekamer ingebouwd. De transformator, de accukasten, de hoofdcompressor, de luchtdroger en een van de hoofdluchtreservoirs zijn in het onderstel opgehangen. De hoogspanningsuitrusting en de tractieomvormers zijn tot een blok gecombineerd en bevinden zich in het midden van de machineruimte. De tractie-installatie is uitgerust met een draaistroom wisselrichter en heeft driefasige asynchrone motoren in de draaistellen. Iedere motor drijft een as aan maar de motoren zijn per twee gegroepeerd.

## Lijst van locomotieven
NS heeft 45 locomotieven bij Bombardier gekocht. Deze locs werden in 2018 verkocht aan leasemaatschappij Akiem, waarna de NS ze alle 45 weer terughuurde. Daarnaast huurt NS 12 locomotieven van ditzelfde type van Alpha Trains (ATC) en 9 van Macquarie European Rail.
| Nummer   | In dienst | Eigenaar  | UIC-nummer              | Naam                | Opmerkingen                                     | Foto |
| -------- | --------- | --------- | ----------------------- | ------------------- | ----------------------------------------------- | ---- |
| E186 001 | 2014      | Akiem     | 91 84 11 86 001-1 NL-NS |                     |                                                 |      |
| E186 002 | 2014      | Akiem     | 91 84 11 86 002-9 NL-NS |                     |                                                 |      |
| E186 003 | 2014      | Akiem     | 91 84 11 86 003-7 NL-NS |                     |                                                 |      |
| E186 004 | 2014      | Akiem     | 91 84 11 86 004-5 NL-NS |                     |                                                 |      |
| E186 005 | 2014      | Akiem     | 91 84 11 86 005-2 NL-NS |                     |                                                 |      |
| E186 006 | 2014      | Akiem     | 91 84 11 86 006-0 NL-NS |                     |                                                 |      |
| E186 007 | 2014      | Akiem     | 91 84 11 86 007-8 NL-NS |                     |                                                 |      |
| E186 008 | 2014      | Akiem     | 91 84 11 86 008-6 NL-NS |                     |                                                 |      |
| E186 009 | 2014      | Akiem     | 91 84 11 86 009-4 NL-NS |                     |                                                 |      |
| E186 010 | 2014      | Akiem     | 91 84 11 86 010-2 NL-NS |                     |                                                 |      |
| E186 011 | 2014      | Akiem     | 91 84 11 86 011-0 NL-NS |                     |                                                 |      |
| E186 012 | 2014      | Akiem     | 91 84 11 86 012-8 NL-NS |                     |                                                 |      |
| E186 013 | 2014      | Akiem     | 91 84 11 86 013-6 NL-NS |                     |                                                 |      |
| E186 014 | 2014      | Akiem     | 91 84 11 86 014-4 NL-NS |                     |                                                 |      |
| E186 015 | 2014      | Akiem     | 91 84 11 86 015-1 NL-NS |                     |                                                 |      |
| E186 016 | 2014      | Akiem     | 91 84 11 86 016-9 NL-NS |                     |                                                 |      |
| E186 017 | 2014      | Akiem     | 91 84 11 86 017-7 NL-NS |                     |                                                 |      |
| E186 018 | 2015      | Akiem     | 91 84 11 86 018-5 NL-NS |                     |                                                 |      |
| E186 019 | 2015      | Akiem     | 91 84 11 86 019-3 NL-NS |                     |                                                 |      |
| E186 020 | 2016      | Akiem     | 91 84 11 86 020-1 NL-NS |                     |                                                 |      |
| E186 021 | 2016      | Akiem     | 91 84 11 86 021-9 NL-NS |                     |                                                 |      |
| E186 022 | 2016      | Akiem     | 91 84 11 86 022-7 NL-NS |                     |                                                 |      |
| E186 023 | 2016      | Akiem     | 91 84 11 86 023-5 NL-NS |                     |                                                 |      |
| E186 024 | 2016      | Akiem     | 91 84 11 86 024-3 NL-NS |                     |                                                 |      |
| E186 025 | 2016      | Akiem     | 91 84 11 86 025-0 NL-NS |                     |                                                 |      |
| E186 026 | 2016      | Akiem     | 91 84 11 86 026-8 NL-NS |                     |                                                 |      |
| E186 027 | 2016      | Akiem     | 91 84 11 86 027-6 NL-NS |                     |                                                 |      |
| E186 028 | 2016      | Akiem     | 91 84 11 86 028-4 NL-NS |                     |                                                 |      |
| E186 029 | 2016      | Akiem     | 91 84 11 86 029-2 NL-NS |                     |                                                 |      |
| E186 030 | 2016      | Akiem     | 91 84 11 86 030-0 NL-NS |                     |                                                 |      |
| E186 031 | 2016      | Akiem     | 91 84 11 86 031-8 NL-NS |                     |                                                 |      |
| E186 032 | 2016      | Akiem     |                         |                     |                                                 |      |
| E186 033 | 2016      | Akiem     |                         |                     |                                                 |      |
| E186 034 | 2016      | Akiem     |                         |                     |                                                 |      |
| E186 035 | 2016      | Akiem     |                         |                     |                                                 |      |
| E186 036 | 2016      | Akiem     |                         |                     |                                                 |      |
| E186 037 | 2016      | Akiem     |                         |                     |                                                 |      |
| E186 038 | 2016      | Akiem     |                         |                     |                                                 |      |
| E186 039 | 2016      | Akiem     |                         |                     |                                                 |      |
| E186 040 | 2016      | Akiem     |                         |                     |                                                 |      |
| E186 041 | 2016      | Akiem     |                         |                     |                                                 |      |
| E186 042 | 2016      | Akiem     |                         |                     |                                                 |      |
| E186 043 | 2016      | Akiem     |                         |                     |                                                 |      |
| E186 044 | 2016      | Akiem     |                         |                     |                                                 |      |
| E186 045 | 2016      | Akiem     |                         |                     |                                                 |      |
| E186 111 | 2008      | ATC       | 91 84 11 86 111-8 NL-NS | Karin               | Tijdelijk verhuurd aan NMBS                     |      |
| 186 112  | 2008      | ATC       | 91 84 11 86 112-6 NL-NS | Erik Jan            |                                                 |      |
| E186 113 | 2007      | ATC       | 91 84 11 86 113-4 NL-NS | Mario               |                                                 |      |
| E186 114 | 2007      | ATC       | 91 84 11 86 114-2 NL-NS |                     |                                                 |      |
| E186 115 | 2008      | ATC       | 91 84 11 86 115-9 NL-NS |                     |                                                 |      |
| E186 116 | 2008      | ATC       | 91 84 11 86 116-7 NL-NS | Heleen              |                                                 |      |
| E186 117 | 2008      | ATC       | 91 84 11 86 117-5 NL-NS |                     |                                                 |      |
| E186 118 | 2008      | ATC       | 91 84 11 86 118-3 NL-NS | Martien             |                                                 |      |
| E186 119 | 2008      | ATC       | 91 84 11 86 119-1 NL-NS |                     |                                                 |      |
| E186 120 | 2008      | ATC       | 91 84 11 86 120-9 NL-NS | Milo                |                                                 |      |
| E186 121 | 2008      | ATC       | 91 84 11 86 121-7 NL-NS | Gabriël             |                                                 |      |
| E186 122 | 2008      | ATC       | 91 84 11 86 122-5 NL-NS |                     |                                                 |      |
| E186 142 | 2013      | Macquarie | 91 80 61 86 142-6 D-NS  |                     | Rijdt Intercity direct Amsterdam-Den Haag       |      |
| E186 144 | 2011      | Macquarie | 91 80 61 86 144-2 D-NS  |                     | Rijdt Intercity direct Amsterdam-Den Haag       |      |
| E186 148 | 2013      | Macquarie | 91 80 61 86 148-3 D-NS  |                     | Rijdt Intercity direct Amsterdam-Den Haag       |      |
| E186 149 | 2013      | Macquarie | 91 80 61 86 149-1 D-NS  |                     | Rijdt Intercity direct Amsterdam-Den Haag       |      |
| E186 223 | 2008      | ATC       | 91 80 61 86 223-1 D-NS  | de Brian (limontje) | Rijdt Intercity direct Amsterdam-Den Haag       |      |
| E186 236 | 2011      | Macquarie | 91 80 61 86 236-6 D-NS  |                     | Rijdt Intercity direct Amsterdam-Den Haag       |      |
| E186 237 | 2015      | Macquarie | 91 80 61 86 237-4 D-NS  |                     | Rijdt Beneluxtrein Amsterdam-Brussel. NMBS 2845 |      |
| E186 238 |           | Macquarie | 91 80 61 86 238-2 D-NS  |                     | Rijdt Intercity direct Amsterdam-Den Haag       |      |
| E186 239 |           | Macquarie | 91 80 61 86 239-0 D-NS  |                     | Rijdt Intercity direct Amsterdam-Den Haag       |      |
| E186 240 |           | Macquarie | 91 80 61 86 240-8 D-NS  |                     | Rijdt Intercity direct Amsterdam-Den Haag       |      |

## Treindiensten
De TRAXX-locomotieven van NS worden in combinatie met intercityrijtuigen ingezet in de treindienst Den Haag Centraal-Eindhoven Centraal en samen met locomotieven van de NMBS-reeks HLE 28 (ook van het type Bombardier TRAXX F140 MS2) - Lelystad Centrum-Brussel-zuid. Daarnaast verzorgden de TRAXX-locomotieven tot eind 2016 namens NS de tractie in de CityNightLine en tot december 2024 ook de Intercity Direct verbindingen tussen Amsterdam Centraal en Rotterdam Centraal/Breda.